# Leuctra martynovi
Leuctra martynovi är en bäcksländeart som beskrevs av Zhiltzova 1960. Leuctra martynovi ingår i släktet Leuctra och familjen smalbäcksländor. Inga underarter finns listade i Catalogue of Life.